# 1. HMNL 2011./12.
1.HMNL 2011./12. je bila dvadeset i prva sezona najvišeg ranga hrvatskog malonogometnog prvenstva. Sudjelovalo je 12 momčadi, a naslov prvaka je obranila momčad Split Brodosplit Inženjering.

## Sustav natjecanja
Prvenstvo je odigrano u dva dijela: ligaškom i doigravanju. 

U ligaškom dijelu je sudjelovalo 12 momčadi koje su odigrale dvokružnim sustavom (22 kola). Po završetku lige šest najbolje plasiranih momčadi se plasiralo u doigravanje za prvaka koje se igralo na ispadanje (četvrtzavršnica, poluzavršnica, završnica). Kriterij za prolazak četvrtzavršnice i poluzavršnice je bilo da pobjednička momčad prva ostvari dvije pobjede, dok u završnici pobjednička momčad treba ostvariti tri pobjede. 

## Ljestvica prvenstva i rezultati doigravanja

### Ljestvica
| poz. | klub                         | ut. | poz. | rem. | por. | po.g | pr.g | gr  | bod | 2. dio sezone         |
| ---- | ---------------------------- | --- | ---- | ---- | ---- | ---- | ---- | --- | --- | --------------------- |
| 1.   | Split Brodosplit Inženjering | 22  | 16   | 4    | 2    | 108  | 57   | +51 | 52  | doigravanje za prvaka |
| 2.   | Vrgorac                      | 22  | 17   | 0    | 5    | 111  | 64   | +47 | 51  | doigravanje za prvaka |
| 3.   | Solin                        | 22  | 12   | 3    | 7    | 97   | 73   | +24 | 39  | doigravanje za prvaka |
| 4.   | Novi Marof                   | 22  | 12   | 2    | 8    | 82   | 80   | +2  | 38  | doigravanje za prvaka |
| 5,   | Kijevo Knin                  | 22  | 9    | 4    | 9    | 94   | 79   | +15 | 31  | doigravanje za prvaka |
| 6.   | Nacional Zagreb              | 22  | 9    | 4    | 9    | 71   | 59   | +12 | 31  | doigravanje za prvaka |
| 7.   | Osijek                       | 22  | 9    | 3    | 10   | 73   | 68   | +5  | 30  |                       |
| 8.   | Mejaši Split                 | 22  | 8    | 3    | 11   | 82   | 85   | -3  | 27  |                       |
| 9.   | OVB Allfinanz Zagreb         | 22  | 8    | 3    | 11   | 59   | 68   | -9  | 27  |                       |
| 10.  | Murter                       | 22  | 6    | 4    | 12   | 56   | 82   | -26 | 22  |                       |
| 11.  | Uspinjača Zagreb             | 22  | 6    | 4    | 12   | 72   | 107  | -35 | 22  |                       |
| 12.  | Potpićan 98                  | 22  | 2    | 2    | 18   | 58   | 141  | -83 | 8   |                       |

### Doigravanje za prvaka
| faza                                                         | 1.klub                       | 2.klub          | rezultati                   |
| ------------------------------------------------------------ | ---------------------------- | --------------- | --------------------------- |
| četvrtzavršnica                                              | Solin                        | Kijevo Knin     | 7:1*, 3:2                   |
| četvrtzavršnica                                              | Novi Marof                   | Nacional Zagreb | 5:2, 1:3, 1:0*              |
| poluzavršnica                                                | Vrgorac                      | Solin           | 5:2*, 4:3p                  |
| poluzavršnica                                                | Split Brodosplit Inženjering | Novi Marof      | 11:3*, 11:3                 |
| završnica                                                    | Split Brodosplit Inženjering | Vrgorac         | 1:3p*, 3:4, 6:2*, 5:2, 5:3* |
|                                                              |                              |                 |                             |
| * - domaća utakmica za 1.klub p - rezultat nakon produžetaka |                              |                 |                             |

## Poveznice
- Druga hrvatska malonogometna liga 2011./12.
- Hrvatski malonogometni kup 2011./12.